# あっぱれ!親バカ
『あっぱれ!親バカ』（あっぱれ おやバカ）は、1969年4月2日から同年10月1日まで日本テレビ系列局で放送されていた日本テレビ製作のトーク番組である。久保田鉄工（現・クボタ）の一社提供。

## 概要
毎回2組の親子がゲスト出演し、親と子それぞれの立場から見た自分たちの関係について言及していた番組。司会を務めていたのは高橋圭三・高橋光父娘で、彼らの初共演番組となった。
基本的には毎週水曜 21:00 - 21:30 （日本標準時）に放送されていたが、20:00 - 21:26にプロ野球ナイター中継が編成される日には放送を休止していた。